# خانه صبوری
خانه صبوری مربوط به دوره قاجار است و در شیراز، محله قدیمی سنگ سیاه و سردزک، کوچه هفت پیچ واقع شده و این اثر در تاریخ ۱۰ خرداد ۱۳۸۲ با شمارهٔ ثبت ۸۷۱۶ به‌عنوان یکی از آثار ملی ایران به ثبت رسیده است.